# Kesseldorf
Kesseldorf es una localidad y comuna francesa, situada en el departamento de Bajo Rin en la región de Alsacia.
| 306 | 307 | 332 | 320 | 317 | 331 |
| Para los censos de 1962 a 1999 la población legal corresponde a la población sin duplicidades (Fuente: INSEE [Consultar]) |     |     |     |     |     |